# Aszadábád megye

Hamadn tartomány megyéinek elhelyezkedése

Aszadábád megye (perzsául: شهرستان اسدآباد) Irán Hamadán tartománynak egyik nyugati megyéje az ország nyugati részén. Északnyugaton Kurdisztán tartomány, északkeleten, keleten Bahár megye, délkeleten, délen Tujszerkán megye, nyugatról és délnyugatról a Kermánsáh tartományban fekvő Szongor megye és Kangávar megye határolják. Székhelye az 51 000 fős Aszadábád városa. A megye lakossága 104 566 fő. A megye egy kerületre oszlik: Központi kerület.

## Fordítás
- Ez a szócikk részben vagy egészben  az   Asadabad County című angol Wikipédia-szócikk ezen változatának fordításán alapul.  Az eredeti cikk szerkesztőit annak laptörténete sorolja fel. Ez a jelzés csupán a megfogalmazás eredetét és a szerzői jogokat jelzi, nem szolgál a cikkben szereplő információk forrásmegjelöléseként.